# Wapen van Halen

Het wapen van Halen

Het wapen van Halen werd op 18 maart 1869, per koninklijk besluit, officieel toegekend aan de Limburgse gemeente Halen. Op 25 maart 1869 werd het besluit in het Belgisch Staatsblad bekendgemaakt. Op 6 juni 1989 werd per ministerieel besluit een nieuw wapen aan de fusiegemeente toegekend. Dit besluit werd op 8 november dat jaar in het Belgisch Staatsblad bekrachtigd.

## Blazoenering
Het wapen is eenmaal vervangen, waardoor er twee blazoeneringen voor het wapen zijn.

### Eerste blazoenering
De eerste blazoenering van het wapen luidde als volgt:
D'argent à deux lions de sable affrontés.
Van zilver, beladen met twee toegewende leeuwen van sabel
Het wapen was van zilver met daarop twee, naar elkaar toegewende, zwarte leeuwen.

### Tweede blazoenering
De huidige blazoenering luidt als volgt:
Gedeeld 1. in zilver een halve adelaar van sabel 2. in goud twee dwarsbalken van sabel en een blokzoom van zilver en van keel.
Het wapen bestaat uit twee helften: het eerste is van zilver met daarop de rechter helft van een geheel zwarte adelaar. Deze adelaar komt, als het ware, uit de linker helft van het wapen. De tweede helft van het wapen is goud van kleur met daarop twee zwarte dwarsbalken. Deze helft is voorzien van een zilver met rood geblokte rand.

## Geschiedenis
De stad Halen gebruikte rond 1615 een zilveren wapen met twee zwarte, toeziende leeuwen. Dit wapen wordt op een wapenkaart van Brabant getoond. Een zegel uit 1650 vertoont hetzelfde wapen. Halen kreeg in 1869 een zilveren wapen met daarop twee aanziende zwarte leeuwen toegewezen. Omdat gedurende het ancien régime Halen en Loksbergen bij elkaar hoorden kreeg ook de gemeente Loksbergen dat wapen toegekend. De toekenning vond in 1961 plaats. Loksbergen had als onderscheiding van het wapen van Halen Sint-Andries als schildhouder. Halen heeft het wapen nooit gebruikt. De gemeente gebruikte een wapen met een dubbele adelaar dat tussen 1262 en de 17e eeuw als schepenzegel is gebruikt. De nieuwe gemeente Halen wilde na de fusie in 1977 ook gebruik maken van de dubbele adelaar, maar een dubbele adelaar wordt erg smal op een helft van het wapen. Om een smalle en hoge dubbele adelaar te voorkomen is er voor gekozen om alleen de rechterhelft te tonen. Wel zijn de historisch correcte kleuren behouden.
Ook het wapen van Zelem werd in gewijzigde vorm toegepast in het nieuwe wapen. Vanaf de 12e eeuw tot 1472 behoorde Zelem tot de heren van Diest. Er zijn meerdere zegels bekend van de schepenbank van Diest waarop het stadswapen, met een vrijkwartier gelijk aan het wapen maar uitgebreid met een blokzoom, prijkt. Zelem voerde het schild zelf met in zilver met twee zwarte dwarsbalken en het vrijkwartier van goud met daarin twee zwarte dwarsbalken met een geblokte zoom van zilver en rood. In het nieuwe wapen van de gemeente Halen komt alleen het vrijkwartier terug.
Het huidige wapen is gebaseerd op de twee voormalige gemeentewapens: het eerste deel is van de oude gemeente Halen (en daarvoor ook van Loksbergen) en het tweede deel is van Zelem.

## Vergelijkbare wapens
Het wapen van Halen stamt af van het wapen van Loon en kan daardoor met de volgende wapens vergeleken worden:

Stamwapen van de familie van Van Hoensbroeck
Wapen van de grafelijke familie
Het wapen van Hoensbroek
Wapen van de heren van Diest
Het wapen van de gemeente Diest